# Roiville
Roiville település Franciaországban, Orne megyében. Lakosainak száma 133 fő (2022. január 1.). Roiville Aubry-le-Panthou, Fresnay-le-Samson, Guerquesalles, Neuville-sur-Touques, Ticheville és Sap-en-Auge községekkel határos.

## Népesség
A település népessége az elmúlt években az alábbi módon változott:
| Lakosok száma | 140  | 132  | 134  | 131  | 132  | 133  | 134  | 134  | 133  |
|               | 2013 | 2015 | 2016 | 2017 | 2018 | 2019 | 2020 | 2021 | 2022 |